# Olyshva
Olyshva (en ucraniano: Оли́шва) es un pueblo de Ucrania perteneciente al municipio rural de Zoriá en el raión de Rivne de la óblast de Rivne.
La población, según el censo de 2001, era de 203 personas.
Se ubica unos 2 km al noroeste de Klevan.